# Billy Douglas
Billy G Bang (eg Billy Douglas, ibland som Billy Dragon) var en brittisk glamrocksångare, aktiv i slutet av 1980- och början av 1990-talet.

## Biografi
Allmänheten blev medveten om Billy G Bang genom bandet The Kill City Dragons, som grundades år 1989 i London. Andra medlemmar var Steve von Saint, Dave Tregunna och Danny Fury. Dragons blev kända som ett energiskt liveband, men spelade bara in en LP, före de splittrades i början av 1990-talet. 
Bang blev tillsammans med Tregunna rekryterad till Andy McCoys projekt Shooting Gallery, som 1992 spelade in en skiva som i glamrockkretsar hade höga förväntningar. Men dels var tidpunkten fel för glamrock (grungen hade nyss gjort intrång på scenen) och dels fungerade inte kemin i bandet. Andy McCoy hade just gett foten åt drogerna, och Billy G Bangs narkotikamissbruk satt inte bra i bilden. Bang själv fick en kort smak av livet som stjärna, då bandet värmde upp för KISS under deras turné. Då skivan floppade och friktionen i gruppen ökade, upplöstes den året därpå.
Efter Shooting Gallery fortsatte Bang en kort tid med bandet Slumlords, tillsammans med bland andra Tregunna och Takashi O'Hashi, men lyckades inte förnya sin plats på rockstjärnehimlen. Kritiker menar att det beror på att Bang inte var en tillräckligt bra sångare, och på hans excessiva drogmissbruk. Vad som egentligen hände med Billy Douglas efter början av 1990-talet är för allmänheten okänt. Sega rykten menar att han skulle ha dukat under på grund av en överdos av narkotika och på nätet finns flera upprop från personer som undrar om han fortfarande är i livet. 

## Billy G Bangs grupper
- The Kill City Dragons
- Shooting Gallery
- Slumlords

## Diskografi
- The Kill City Dragons (The Kill City Dragons, 1990)
- Shooting Gallery (Shooting Gallery, 1992)